# Catalina (Covasna)
Catalina (veraltet Cătălina; ungarisch Szentkatolna) ist eine Gemeinde im Kreis Covasna, in der Region Siebenbürgen in Rumänien.
Catalina ist auch unter der veralteten Bezeichnung Sânt-Catolna bekannt.

## Geographische Lage

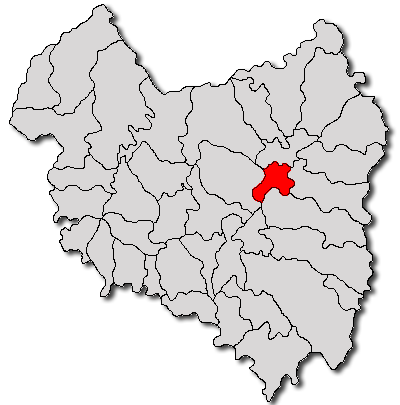
Lage der Gemeinde Catalina im Kreis Covasna

Die Gemeinde Catalina liegt in der Kronstädter Senke (Depresiunea Brașovului) westlich des Vrancea-Gebirges (Munții Vrancei) – Teilgebirge der Ostkarpaten – am Fluss Râul Negru. Im sogenannten Szeklerland im Osten des Kreises Covasna befindet sich der Ort Catalina an der Kreisstraße (Drum județean) DJ 121 fünf Kilometer südlich von der Kleinstadt Târgu Secuiesc (Szekler Neumarkt) und etwa 35 Kilometer nordöstlich von der Kreishauptstadt Sfântu Gheorghe (Sankt Georgen) entfernt. Das eingemeindete Dorf Imeni (ungarisch Imecsfalva) befindet sich an der Bahnstrecke Brașov–Sfântu Gheorghe–Târgu Secuiesc.

## Geschichte
Der mehrheitlich von Szeklern bewohnte Ort Catalina wurde erstmals 1332 urkundlich erwähnt. Jedoch deuten archäologische Funde auf dem Areal des Ortes Catalina nach Angaben von Márton Roska in die Jungsteinzeit. Zahlreiche Funde und eine Besiedlung in der Jungsteinzeit werden auch auf dem Areal des eingemeindeten Dorfes Mărcușa (ungarisch Kézdimárkosfalva) vermerkt. Der Fund einer Behausung im eingemeindeten Dorf Mărtineni (ungarisch Martinfalău) konnte noch keinem Zeitalter zugeordnet werden.
Zur Zeit des Königreichs Ungarn gehörte Catalina dem Stuhlbezirk Kézdi in der Gespanschaft Háromszék (rumänisch Comitatul Trei-Scaune). Anschließend gehörte Catalina dem historischen Kreis Trei-Scaune (deutsch Drei Stühle) und ab 1950 dem heutigen Kreis Covasna an.

## Bevölkerung
Die Bevölkerung der Gemeinde Catalina entwickelte sich wie folgt:
| 1850 | 3.636 | 6  | 3.536 | 1  | 93  |
| 1930 | 3.236 | 31 | 3.193 | 1  | 10  |
| 1956 | 3.736 | 43 | 3.578 | 11 | 104 |
| 2002 | 3.541 | 38 | 3.500 | 2  | 1   |
| 2011 | 3.378 | 35 | 3.307 | 2  | 34  |
| 2021 | 3.200 | 55 | 2.891 | -  | 254 |

Seit 1850 wurde auf dem Gebiet der Gemeinde Catalina die höchste Einwohnerzahl und die der Magyaren und der Rumäniendeutschen 1956 ermittelt. Die höchste Anzahl der Rumänen (56) wurde 1977 und die der Roma (153) 2021 registriert. Anfang des 20. Jahrhunderts wurden auch Slowaken (38) auf dem Gemeindegebiet registriert.

## Sehenswürdigkeiten
- Im Gemeindezentrum das Landhaus der ungarischen Adelsfamilie Sinkovits 1649 errichtet und 1820 umgebaut, steht unter Denkmalschutz.[7] Nach der Kollektivierung der Landwirtschaft in Rumänien wurde das Anwesen zum Hauptquartier der Landwirtschaftlichen Produktionsgenossenschaft, was zum Zerfall des Gebäudes und des dazugehörigen Anwesens führte. Heute gehört das Herrenhaus der Familie Ferenc Cseh.[8]
- Im eingemeindeten Dorf Hătuica (ungarisch Hatolyka) die römisch-katholische Kirche A Tuturor Sfinților, nach Angaben des Verzeichnisses historischer Denkmäler des Ministeriums für Kultur und nationales Erbe (Ministerul Culturii și Patrimoniului Național) im 16. Jahrhundert errichtet, im 19. umgebaut und der Glockenturm 1668 errichtet, stehen unter Denkmalschutz.[7]
- Im eingemeindeten Dorf Imeni (ungarisch Imecsfalva) das Landhaus der ungarischen Adelsfamilie Cserey im 18. Jahrhundert errichtet, steht unter Denkmalschutz[7] und dient nach der Enteignung von 1945 als Kindergarten und Grundschule (Jahrgangsstufen 1–4). Das Hauptmerkmal des Herrenhauses ist das Blechgewölbe über der verglasten Veranda. Dies ist das einzige Landhaus im gesamten Gebiet der Gespanschaft Háromszék, in dem die Zwiebelkuppel noch gut erhalten ist.[9] Die die römisch-katholische Kirche Sf. Maria des Dorfes wurde 1805 errichtet.[10]
- Im eingemeindeten Dorf Mărcușa (Markesdorf) die reformierte Kirche, nach unterschiedlichen Angaben, 1875[11] oder im 17. Jahrhundert errichtet, steht unter Denkmalschutz.[7]
- Im eingemeindeten Dorf Mărtineni (ungarisch Kézdimartonfalva) die reformierte Kirche im 15. Jahrhundert errichtet, im 18. und 19. Jahrhundert erneuert, und der Glockenturm 1778 errichtet, stehen unter Denkmalschutz.[7]

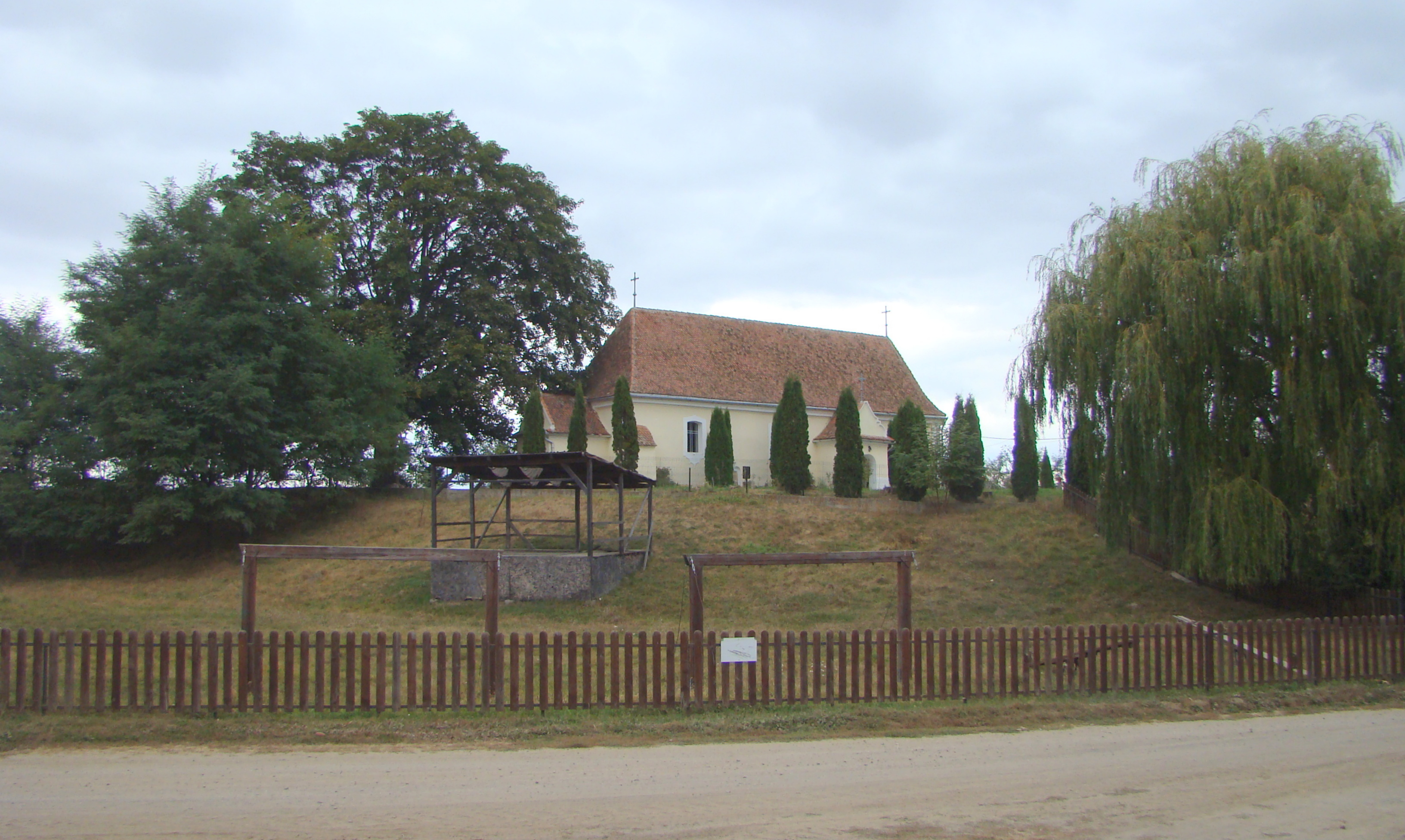
Römisch-katholische Kirche in Hătuica
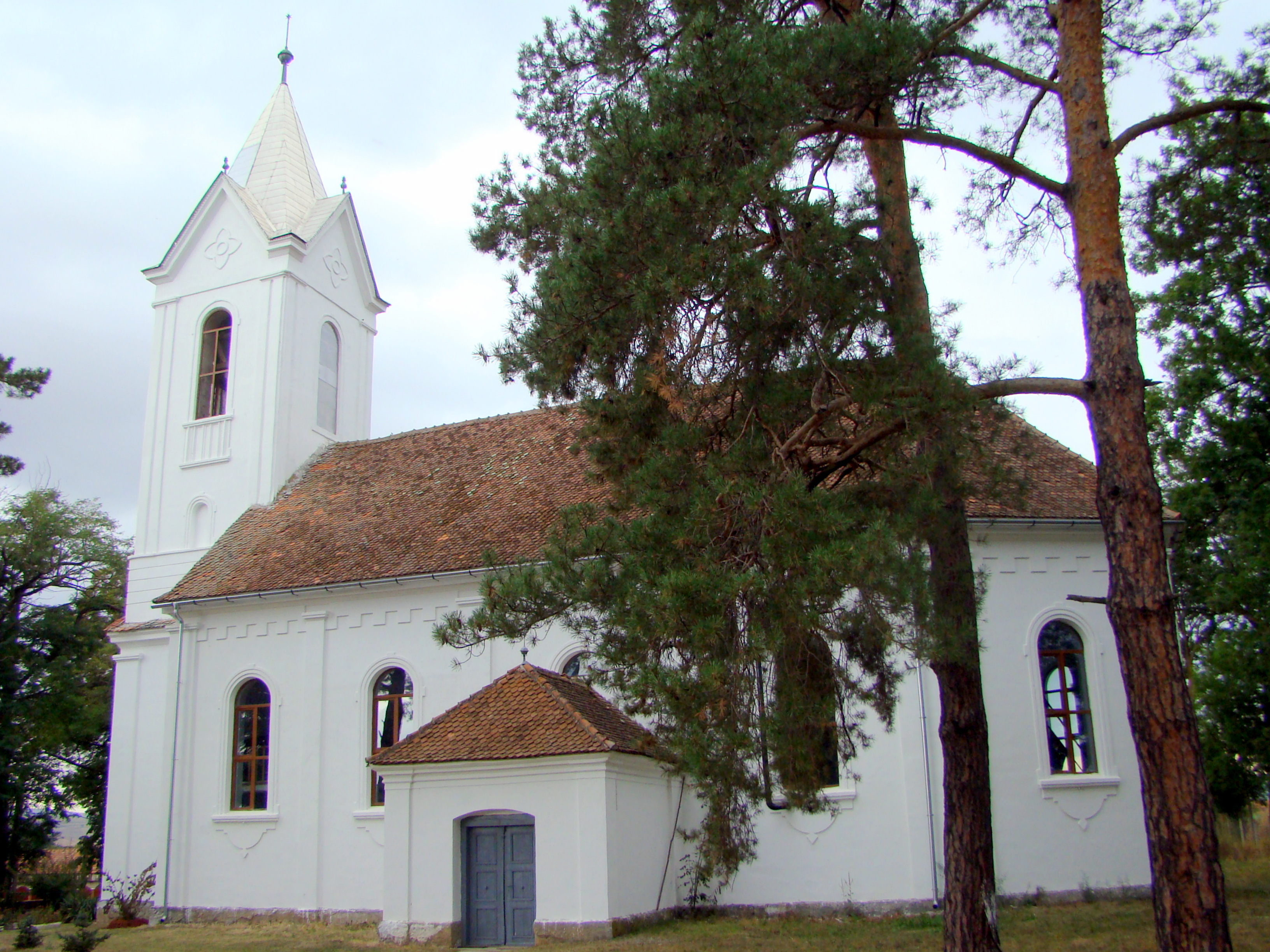
Reformierte Kirche in Mărcușa
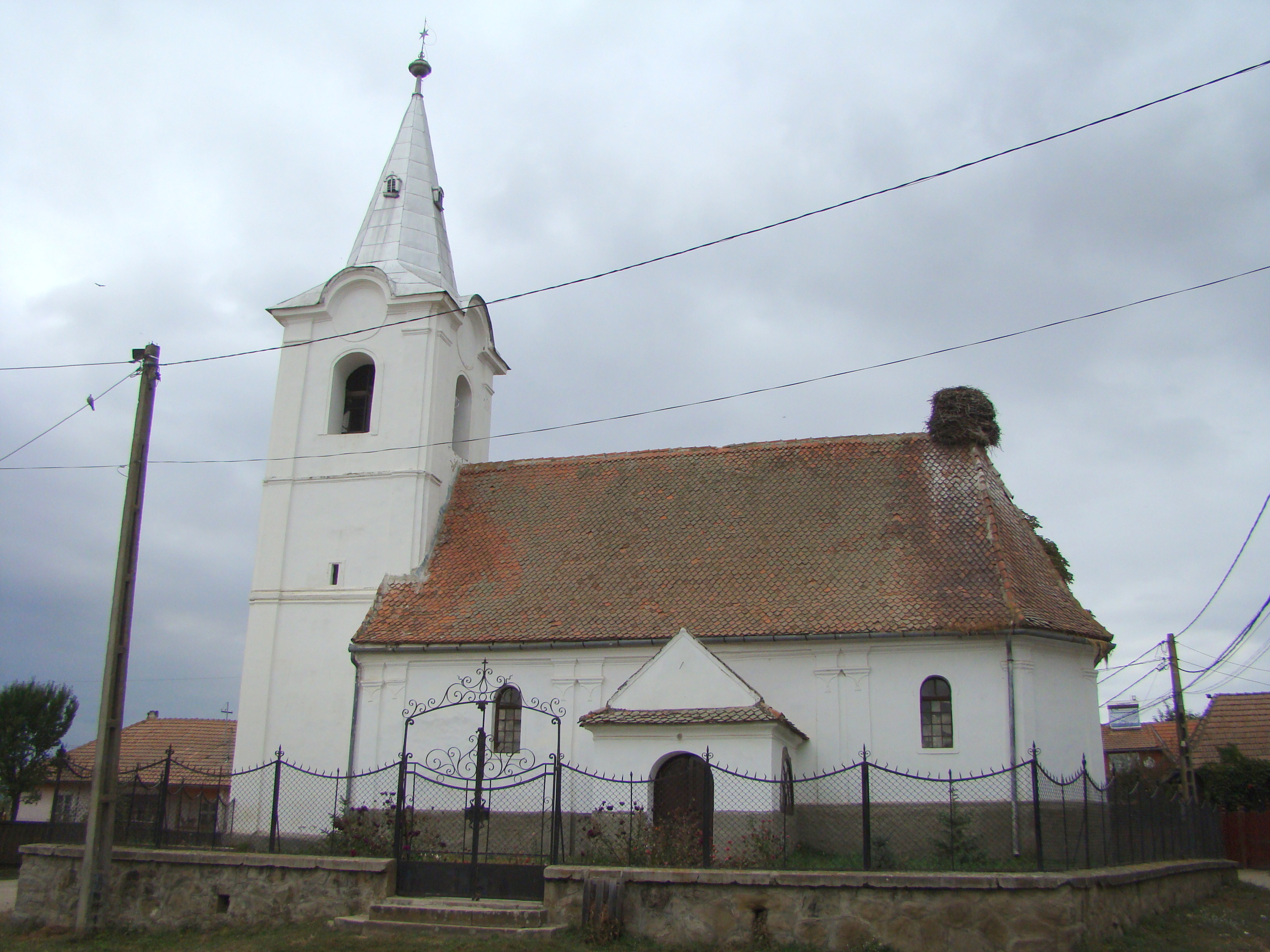
Reformierte Kirche in Mărtineni
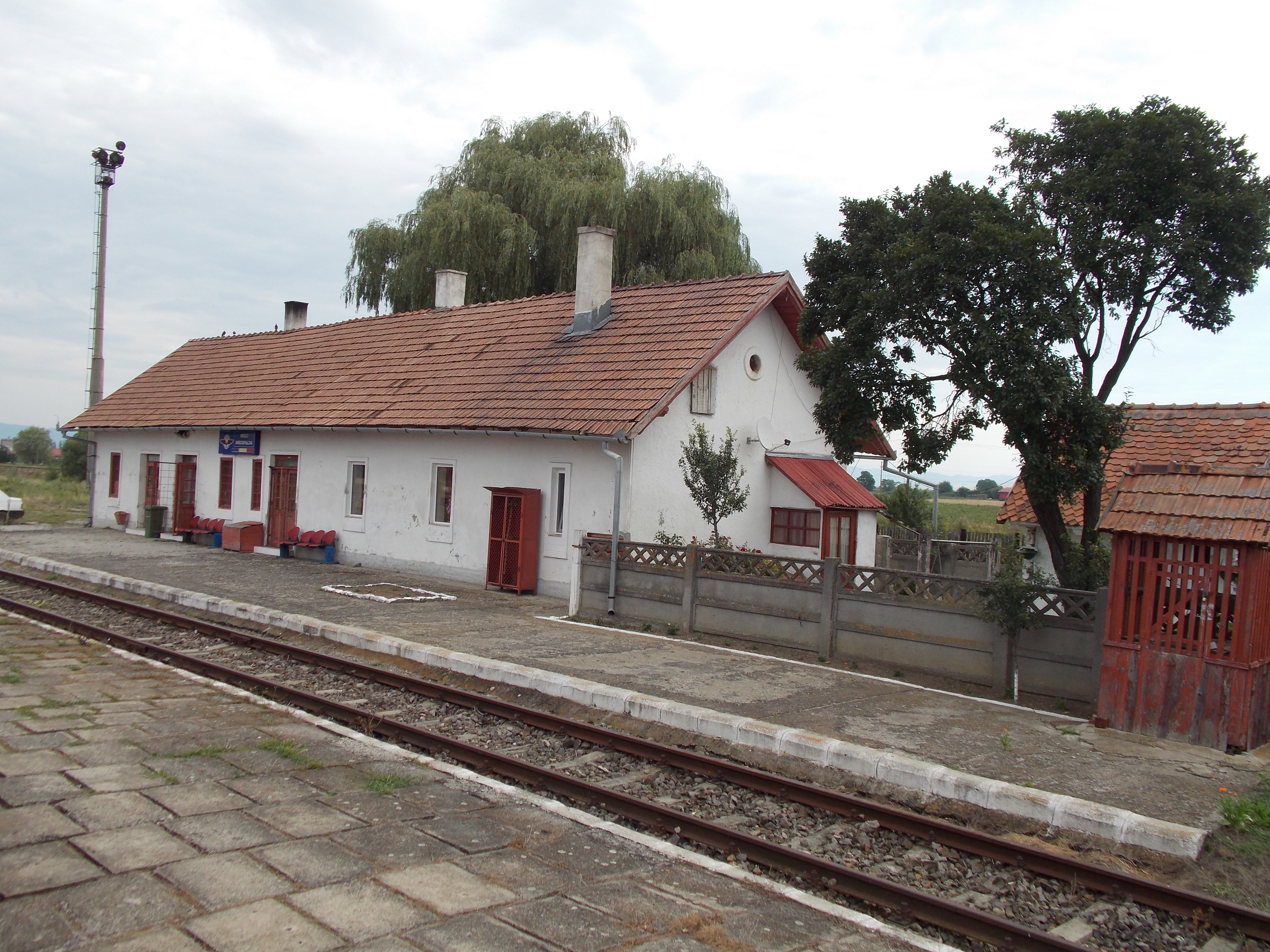
Bahnhof in Imeni

## Persönlichkeiten
- Gábor Bálint (1844–1913), war ein Linguist und erster Vertreter von Esperanto in Ungarn.[12]
- Vasile Luca (1898–1963), war ein rumänischer Politiker der Rumänischen Kommunistischen Partei.
- Miklós Barabás (1810–1898) im eingemeindeten Dorf Mărcușa geboren, war ein ungarischer Maler.

## Städtepartnerschaften
Seit 1999 pflegt Catalina eine Städtepartnerschaft mit der französischen Gemeinde Buellas.